# Revolution (canción de Judas Priest)
«Revolution» es una canción de la banda británica de heavy metal Judas Priest, incluida como la tercera pista del álbum Angel of Retribution de 2005. En enero del mismo año se publicó como su primer y único sencillo a través de Epic Records, alcanzando el puesto 23 en los Mainstream Rock Tracks de los Estados Unidos.
Fue escrita por Rob Halford, K.K. Downing y Glenn Tipton, cuyas letras reflejan en cierta manera el futuro de la banda tras su reunión. Cabe señalar que la introducción de bajo al principio del tema, había sido escrito por Ian Hill a mediados de los setenta y que se conservaba desde entonces en un casete.

## Lista de canciones
Todas las canciones escritas por Halford, Downing y Tipton.

| N.º | Título                               | Duración |  |
| 1.  | «Revolution»                         | 4:42     |  |
| 2.  | «The Hellion/Electric Eye» (en vivo) | 4:16     |  |

## Músicos
- Rob Halford: voz
- K.K. Downing: guitarra eléctrica
- Glenn Tipton: guitarra eléctrica
- Ian Hill: bajo
- Scott Travis: batería